# アブデラティフ・ケシシュ
アブデラティフ・ケシシュ（عبد اللطيف كشيش, Abdellatif Kechiche, 1960年12月7日 - ）は、チュニジア出身の映画監督、脚本家、俳優である。日本語では「ケシッシュ」とも表記される。

## キャリア
1960年チュニジアの生まれ、6歳のとき両親とともにニースに移住。演劇に夢中になり、アンティーブのコンセルヴァトワールで学ぶ。
2000年に『La Faute à Voltaire』で監督デビューする。
監督作の『身をかわして』（2003年）と『クスクス粒の秘密』（2007年）はセザール賞で作品賞、監督賞、脚本賞を受賞した。
2007年の第64回ヴェネツィア国際映画祭では『クスクス粒の秘密』がコンペティション部門で上映された。女優のアフシア・エルジがマルチェロ・マストロヤンニ賞（新人俳優賞）とベルリン国際映画祭シューティング・スター賞ダブルを受賞し、他に審査員特別賞、国際映画批評家連盟賞、SIGNIS賞 スペシャル・メンション、ヤング・シネマ・アウォードを受賞した。
2013年の第66回カンヌ国際映画祭では『アデル、ブルーは熱い色』がコンペティション部門で上映され、パルム・ドールを受賞した。

## 主なフィルモグラフィ
| 年   | 作品名                                 | 役名           | 備考                                                                                              |
| ---- | -------------------------------------- | -------------- | ------------------------------------------------------------------------------------------------- |
| 2000 | ヴォルテールのせい La Faute à Voltaire | 監督・脚本     |                                                                                                   |
| 2003 | 身をかわして L'esquive                 | 監督・共同脚本 | 日本では劇場未公開。 2008年の東京日仏学院での特集上映「ジャン・ルノワール、我らの親父」にて上映。 |
| 2007 | クスクス粒の秘密 La graine et le mulet | 監督・脚本     | 日本では劇場未公開。 第21回東京国際映画祭、地中海映画祭2013（東京・福岡・大阪・京都）にて上映。   |
| 2010 | 黒いヴィーナス Vénus noire             | 監督・脚本     |                                                                                                   |
| 2013 | アデル、ブルーは熱い色 La vie d'Adèle  | 監督・脚本     |                                                                                                   |